# Karol Pollak (elektrotechnik)

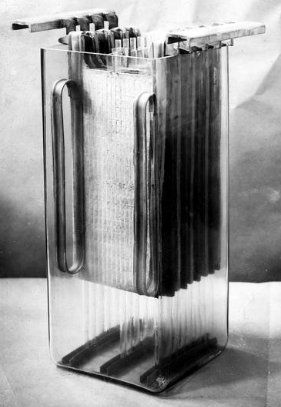
Akumulator konstrukcji Karola Pollaka

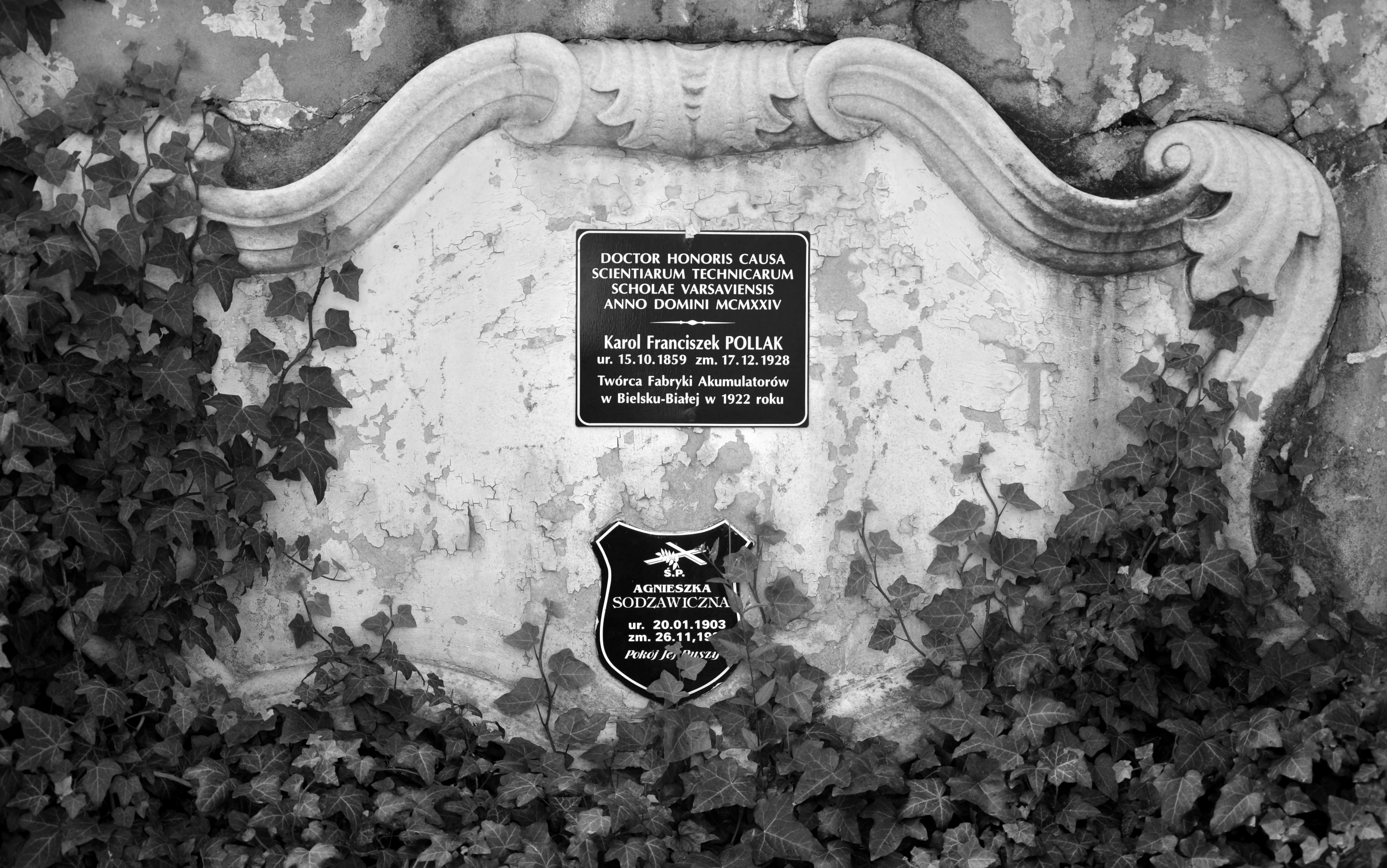
Nagrobek Karola Pollaka w Bielsku-Białej

Karol Franciszek Pollak (ur. 15 listopada 1859 w Sanoku, zm. 17 grudnia 1928 w Białej) – polski elektrotechnik, przedsiębiorca i wynalazca.

## Dzieciństwo i młodość
Był synem pochodzącego z Moraw oraz osiadłego w Sanoku drukarza, księgarza i wydawcy Karola Pollaka (1818–1880) i Marii z domu Zaręba wzgl. Zaremba (1833–1911). Właściwie nazywał się Franciszek Karol Pollak, jednak używał imienia Karol. Miał dziesięcioro rodzeństwa, w tym m.in. Rudolfa (ur. 1853), Annę (ur. 1855), Mariannę (zm. 11 maja 1863 w wieku 5,5 lat), Antoniego Alojzego (1862–1863), Michała (1865–1931), dziennikarza, księgarza, Helenę Józefę (1867–1950), od 1904 zamężną z Wojciechem Ślączką, Marię Wandę (1869–1894), Antoniego Władysława (ur. 1870, Józefa (zm. 1872 w wieku 1,5 roku), Jadwigę Michalinę (ur. 1872), od 1910 zamężną z Mieczysławem Kulikowskim, Elżbietę Zofię (1877–1913), po mężu Chabińską.
Uczył się w Sanoku, Stryju i Lwowie, wykazując duże uzdolnienia techniczne. W latach młodości pracował wykonując instalacje elektryczne. W 1883 rozpoczął pracę w laboratoriach brytyjskiej firmy „The Patent Utilisation Co”. Już w tym okresie skonstruował i opatentował kilka wynalazków. W 1885 studiował elektronikę na politechnice w Berlinie-Charlottenburgu.

## Działalność
W Berlinie Pollak prowadził fabrykę sprzętu elektrotechnicznego „G. Wehr Telegraphen-Bau-Anstalt”, a następnie powrócił do Wielkiej Brytanii w celu eksploatacji swoich patentów, które przekazał pod zanglicyzowaną formą swojego imienia, jako „Charles Pollak”. W 1886 został dyrektorem paryskiego przedsiębiorstwa eksploatującego tramwaje elektryczne jego pomysłu. Równocześnie pracował nad budową akumulatorów, co przyniosło mu duże sukcesy i rozgłos. Założył fabryki akumulatorów „Accomulatoren-Werke System Pollak” we Frankfurcie nad Menem i w Liessing w Austrii. Inne firmy również produkowały akumulatory na jego licencji. Prezentował akumulatory na Powszechnej Wystawie Krajowej we Lwowie w 1894, podczas której otrzymał dyplom honorowy. W 1899 założył własne laboratorium i prowadził dalsze badania. Łącznie uzyskał 98 patentów na swoje wynalazki.
W 1922 powrócił do Polski i w 1923 roku założył fabrykę akumulatorów w Białej, która istnieje do dziś. Firma rozpoczęła działalność pod nazwą Polskie Towarzystwo Akumulatorowe, a współzałożycielem jej był profesor Ignacy Mościcki, późniejszy prezydent Polski. Pollak był pierwszym dyrektorem fabryki.
Pollak był nazywany Polskim Edisonem. W 1924 otrzymał tytuł doktora honoris causa Politechniki Warszawskiej. Uchwałą Rady Miejskiej w Sanoku z około 1924/1925 został uznany przynależnym do gminy Sanok.

## Najważniejsze wynalazki
Jego liczne wynalazki dotyczą różnych dziedzin, są wśród nich napędy elektryczne, opracowanie maszyny drukarskiej do druku w kolorze i rodzaj mikrofonu. Główna działalność dotyczyła jednak chemicznych źródeł energii – ogniw galwanicznych i akumulatorów elektrycznych. Posiadał on patent na produkcję akumulatorów ołowiowo-kwasowych.

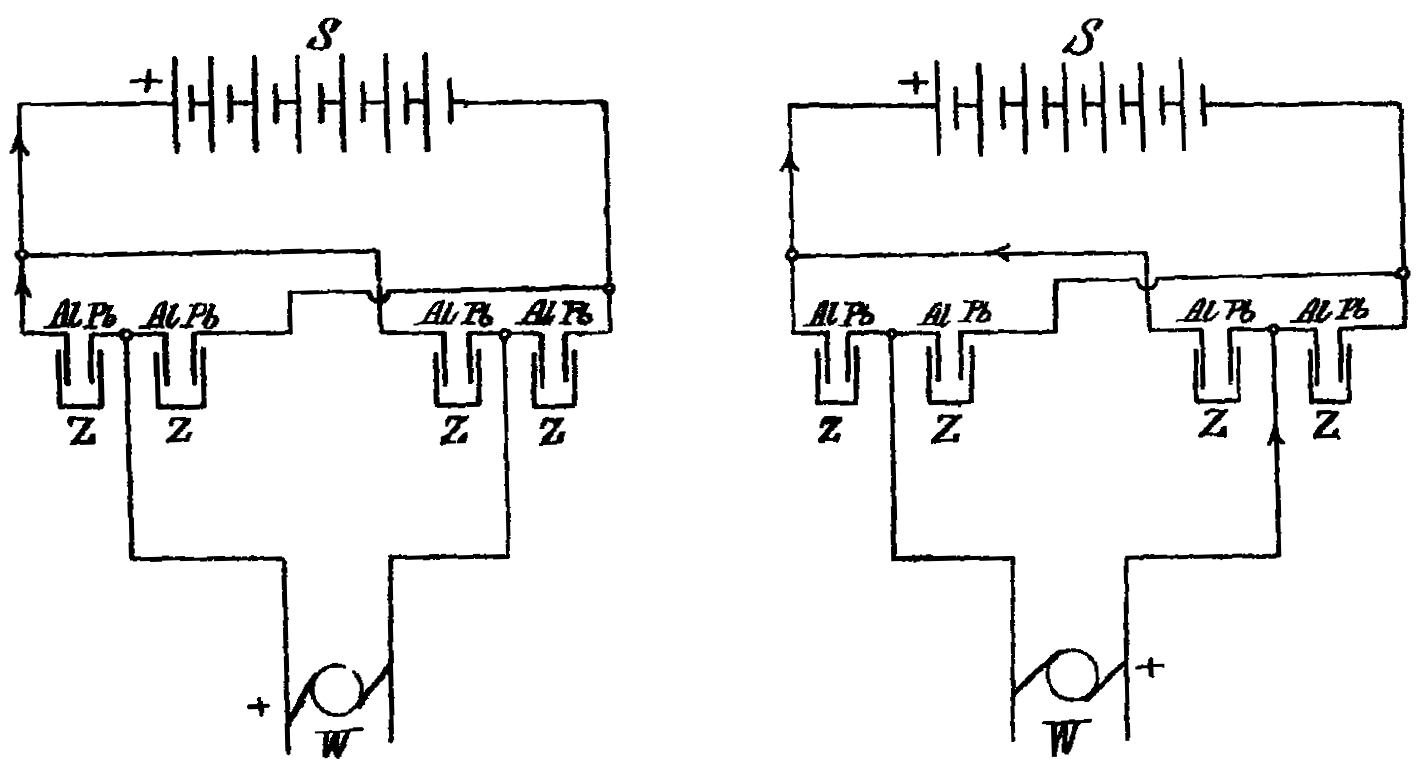
Prostownik mostkowy z patentu Karola Pollaka

Skonstruował także prostowniki komutatorowe i elektrolityczne. Jako pierwszy zaproponował w 1895 zastosowanie prostowniczego układu mostkowego.
W 1896 Karol Pollak wynalazł również kondensator elektrolityczny.

## Ordery i odznaczenia
- Krzyż Oficerski Orderu Odrodzenia Polski (28 kwietnia 1926)[29]